# يودميداس الثاني
يودميداس الثاني (باليونانية: Εὐδαμίδας) هو الملك الرابع والعشرون لأسبرطة من سلالة يوريبونتيد، وابن أرخيداموس الرابع، و أب لكل من أجيس الرابع وأرخيداموس الخامس.

## وصلات خارجية
- مولر، كارل أوتفريد تاريخ وآثار السلالة الدوريون. (باللغة الإنجليزية)
- بوسانياس، وصف اليونان (باللغة الإنجليزية)